# Estación Guadalajara Centro
Guadalajara Centro es la novena estación de la Línea 3 del Tren Ligero de Guadalajara en sentido sur-oriente a nor-poniente, y la décima en sentido opuesto; es también una estación de gran afluencia de pasajeros porque es la estación de correspondencia con Plaza Universidad de la Línea 2 del Sistema.
Esta estación se ubica bajo la Avenida 16 de Septiembre, entre el Eje Morelos (que separa al Sector Juárez y al Sector Hidalgo de Guadalajara) y la Avenida Juárez (bajo la cual, corre la Línea 2). Durante la construcción de la línea 3 fue necesario reforzar el cajón estructural que comprende el túnel de la Línea 2 que corre por encima del túnel estructural correspondiente a la Línea 3; para ello se construyeron secciones llamadas Muros Milán.
El logotipo de la estación es la imagen de la Catedral Metropolitana con un fondo de tres colores: el primero de ellos rosa debido al color de la Línea 3, seguido del color verde por el transbordo a Línea 2, y por último el color rojo por el transbordo a la línea 3 del SITREN. 

## Galería

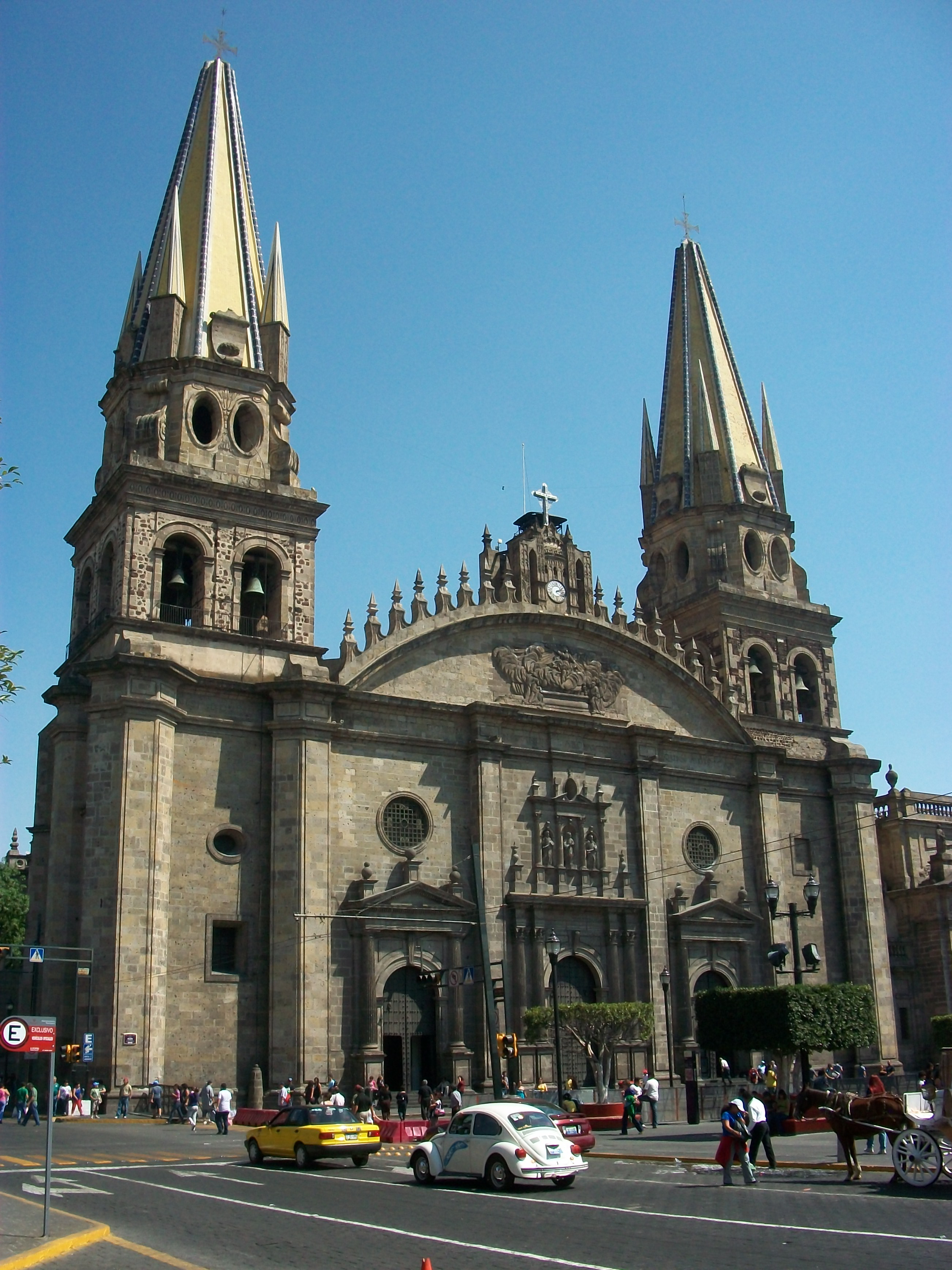
La Catedral de Guadalajara, sobre la estación homónima.
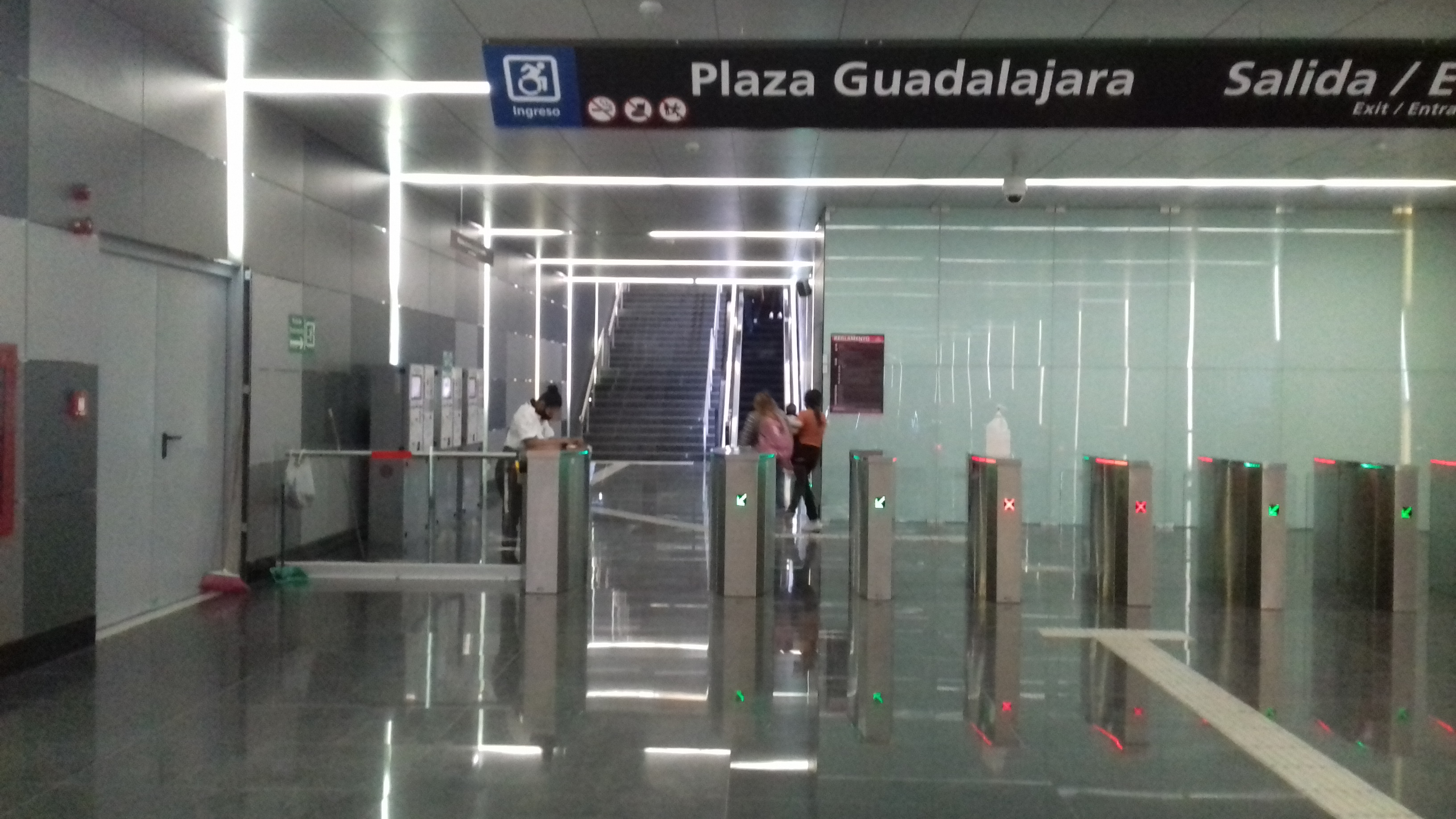
Salida a Plaza Guadalajara.

## Puntos de interés
- Catedral Metropolitana
- Ex-Claustro de San Agustín (Departamento de Música CUAAD)
- Ex-Claustro de Santa María de Gracia (Escuela de Artes Plásticas CUAAD)
- Palacio de Gobierno
- Palacio Municipal
- Palacio Legislativo (Congreso del Estado de Jalisco)
- Museo Regional
- Teatro Degollado
- Rotonda de los Jaliscienses Ilustres
- Biblioteca Iberoamericana
- Plaza de La Liberación
- Plaza Guadalajara
- Plaza de Armas
- Mercado Corona
- Edificio Camarena
- Museo de Cera